# Anton Giulio Bragaglia
Anton Giulio Bragaglia (* 11. Februar 1890 in Frosinone; † 15. Juli 1960 in Rom) war ein italienischer Künstler des Futurismus, der sich vor allem den Bereichen Fotografie, Film und Bühnenbild widmete.

## Leben
Bragaglia wurde als Sohn von Francesco Bragaglia, eines der Pioniere des italienischen Films geboren und war ab dem 16. Lebensjahr als Regieassistent bei der Cines, der Gesellschaft seines Vaters, tätig. Nebenbei widmete er sich fotografischen Experimenten, die Bewegungsabläufe auf einem Bild darstellen sollten. Auf Basis der futuristischen Manifeste entwickelte er eine Theorie der futuristischen Fotografie, die er unter dem Titel La Fotodinamica veröffentlichte. Aber weder mit dieser Theorie, noch mit seinem Buch Fotodinamismo Futurista oder mit seinen zahlreichen Vorträgen konnte er die Mehrheit der Mailänder Futuristen von den künstlerischen Aspekten seiner Arbeit überzeugen. Vor allem Umberto Boccioni sprach der Fotografie jegliche ästhetische Qualitäten ab, womit Anton Giulio und seinem Bruder Arturo Bragalia die Aufnahme in den engeren Kreis der Futuristen verwehrt blieb, obwohl sie beide die Unterstützung von Marinetti und Balla genossen. 
Im Jahr 1916 gründete Bragaglia die Filmproduktionsgesellschaft Novissima und realisierte drei Filme (Bühnenbild Enrico Prampolini). Von diesen Filmen (Perfido incanto,Il mio cadavere und Thais) ist nur letzterer, als einziger futuristischer Film, erhalten.
1918 gründete Bragaglia in Rom das Casa d'Arte Bragaglia, nebenbei 1922 auch ein kleines Theater. 1931 drehte er nochmals einen Film (Vele amminate), wandte sich dann jedoch wieder der Theaterarbeit zu und leitete u. a. von 1937 bis 1943 das Teatro delle Arti. Ab 1945 war er in der UNESCO als Vertreter Italiens im Theaterbereich tätig, führte jedoch auch weiterhin Theaterregie und war als Bühnenbildner, Essayist und Kritiker aktiv. Auch zwei lange Dokumentarfilme zu Beginn der 1950er Jahre stehen auf der Liste seines Schaffens.
Sein Bruder Carlo Ludovico Bragaglia war ein bekannter Filmregisseur.